# Everybody Movin'
Everybody Moving è un singolo estratto dall'album Western Dream di Bob Sinclar, musicalmente il più diverso dagli altri singoli in quanto prevale la house-disco.
Il singolo è stato diffuso per la prima volta nel novembre 2006 da "Spanish Dance Radio" ed è il quinto pubblicato nel mondo e il quarto in Spagna.

## Tracce
1. "Everybody Movin'" (Feat. Ron Carroll & Mz Toni) [4:38]
2. "Everybody Movin'" (Eddie Thoneick & Kurd Maverick Remix) [7:35]

## Classifiche
| Classifica (2006)           | Posizione raggiunta |
| --------------------------- | ------------------- |
| Germany Dance Singles Chart | 3                   |
| Spain Dance Single Chart    | 1                   |